# André Reinders
André Reinders (* 14. března 1981 Praha) je bývalý český bojovník smíšených bojových umění (MMA). Vystudoval vysokou školu v Brně, konkrétně obor politologie, sociologie. Momentálně trénuje smíšená bojová umění ve svém sportovním klubu Reinders MMA. Jeho manželkou byla účastnice miss ČR, modelka a moderátorka Hana Reinders (Mašlíková), se kterou má syna Andrease.

## Tituly
- Profesionální mistr Evropy v MMA ve váze do 85 kg 2011 asociace WFCA
- Profesionální mistr ČR v MMA ve váze do 84 kg 2010
- Vítěz turnaje ve free fightu "Best of Europe" organizace WFCA v roce 2007
- Vicemistr republiky v donucovacím zápasu (anglicky  submission wrestling) 2006
- První místo na mistrovství světa v thajském boxu asociace WPKA v roce 2003
- Vítěz Hell Cage Tournamentu v roce 2010

Bojovým sportům se věnuje v podstatě odmalička. Asi v 8 letech začal s karate, odtud přešel na thajský box, v němž v roce 2003 vyhrál amatérské Mistrovství světa asociace WPKA.
Mezi jeho největší úspěchy v MMA patří například vítězství na velmi silně obsazeném turnaji WFCA nazvaném „Best of Europe“ v roce 2007. Kromě Muay Thai se učí boj na zemi, chodí trénovat k nejlepšímu trenérovi Brazilského Jiu Jitsu u nás, Brazilci Fernandu Nascimentu Araujovi. Dále začal chodit na zápas, což je další nezbytná složka MMA, aby se člověk dokázal udržet v postoji, pokud se ho soupeř snaží dostat na zem, nebo naopak. Jeho oblíbení bojovníci jsou například George St-Pierre. Další jeho oblíbenec je Denis Kang, který byl velmi úspěšný v PRIDE. Nebo také Mauricio „Shogun“ Rua.

## MMA výsledky

### Profesionální kariéra
| Výsledek | Bilance | Soupeř                | Metoda                      | Událost                               | Datum             | Kolo | Čas  | Místo                    | Poznámka                          |
| -------- | ------- | --------------------- | --------------------------- | ------------------------------------- | ----------------- | ---- | ---- | ------------------------ | --------------------------------- |
| Prohra   | 17–12–3 | Alessio Di Chirico    | TKO (údery)                 | Caveam: Bitva Roku 2015               | 19. březen 2015   | 3    | 2:23 | Praha, Česko             |                                   |
| Prohra   | 17–11–3 | Michal Szulinski      | TKO (údery)                 | XCage - Extreme Cage 4                | 19. květen 2012   | 3    | 0:57 | Toruň, Polsko            |                                   |
| Prohra   | 17–10–3 | Tor Troeng            | KO (úder)                   | GCF: Redemption                       | 3. prosinec 2010  | 1    | 3:17 | Praha, Česko             |                                   |
| Výhra    | 17–9–3  | Nathan Schouteren     | Na body                     | Grand Prix Chomutov: Thaiboxing & MMA | 27. květen 2010   | 3    | 5:00 | Chomutov, Česko          |                                   |
| Prohra   | 16–9–3  | Michele Verginelli    | Na body                     | Czech Grand Prix                      | 25. červen 2010   | 3    | 5:00 | Praha, Česko             |                                   |
| Výhra    | 16–8–3  | Tomáš Kužela          | TKO (údery)                 | Hell Cage 5                           | 28. březen 2010   | 2    | 4:01 | Praha, Česko             | Výhra Hell Cage Tournamentu.      |
| Výhra    | 15–8–3  | Patrik Kincl          | Na body                     | Hell Cage 5                           | 28. březen 2010   | 3    | 5:00 | Praha, Česko             |                                   |
| Výhra    | 14–8–3  | Aleksejs Voronovs     | Donucení (rear naked choke) | Battle of Titans                      | 21. listopad 2009 | 1    | 0:42 | Plzeň, Česko             |                                   |
| Výhra    | 13–8–3  | Arbi Agujev           | TKO (údery)                 | KOTR: Return of Gladiators            | 16. říjen 2009    | 1    | 4:23 | Brno, Česko              |                                   |
| Prohra   | 12–8–3  | Krzysztof Sadecki     | Na body                     | KSW 11: Konfrontacja                  | 15. květen 2009   | 3    | 3:00 | Varšava, Polsko          |                                   |
| Remíza   | 12–7–3  | Petras Morkevicius    | Nerozhodně                  | Hell Cage 3                           | 29. březen 2009   | 3    | 5:00 | Praha, Česko             |                                   |
| Prohra   | 12–7–2  | Antoni Chmielewski    | KO (úder)                   | KSW: Extra                            | 13. září 2008     | 1    | 3:45 | Dąbrowa Górnicza, Polsko |                                   |
| Výhra    | 12–6–2  | Timur Akbulut         | Donucení (americana)        | OC: Cage Fight Night 2                | 7. červen 2008    | 1    | 1:26 | Hannover, Německo        |                                   |
| Remíza   | 11–6–2  | Nordin Asrih          | Nerozhodně                  | OC: Cage Fight Night 2                | 7. červen 2008    | 2    | 5:00 | Hannover, Německo        |                                   |
| Výhra    | 11–6–1  | Rafael Silva          | Donucení (triangle armbar)  | Hell Cage 1                           | 3. květen 2008    | 2    | 0:55 | Praha, Česko             |                                   |
| Prohra   | 10–6–1  | Andi Asangarani       | TKO (údery)                 | Fight Club Berlin 10                  | 28. říjen 2007    | 1    | 0:17 | Berlin, Německo          |                                   |
| Výhra    | 10–5–1  | Jean-François Lénogue | Na body                     | La Onda: Best of Europe               | 26. srpen 2007    | 3    | 5:00 | Mnichov, Německo         | Výhra Best of Europe Tournamentu. |
| Výhra    | 9–5–1   | Nordin Asrih          | Donucení (armbar)           | La Onda: Best of Europe               | 26. srpen 2007    | 1    | 1:00 | Mnichov, Německo         |                                   |
| Výhra    | 8–5–1   | Fernando Soares       | Donucení (rear naked choke) | UF: Karlovy Vary                      | 1. červen 2007    | 2    | 0:46 | Praha, Česko             |                                   |
| Výhra    | 7–5–1   | Kurt Verschueren      | TKO                         | Fight Club Berlin 9                   | 22. duben 2007    | 1    | 1:46 | Berlin, Německo          |                                   |
| Výhra    | 6–5–1   | Steve Mensing         | Na body                     | La Onda: Fight Night Arena            | 3. prosinec 2006  | 3    | 5:00 | Magdeburg, Německo       |                                   |
| Prohra   | 5–5–1   | Nelson Siegert        | Na body                     | FFC: Battle for the Belt              | 15. říjen 2006    | 3    | 5:00 | Lipsko, Německo          |                                   |
| Výhra    | 5–4–1   | Jean-François Lénogue | Na body                     | FFC: Heaven or Hell                   | 23. duben 2006    | 3    | 5:00 | Lipsko, Německo          |                                   |
| Prohra   | 4–4–1   | Kristian Lexell       | Donucení (rear naked choke) | The Cage Vol. 5: Winter War           | 10. únor 2006     | 1    | 4:52 | Lappeenranta, Finsko     |                                   |
| Výhra    | 4–3–1   | Marcel Sobieranski    | TKO (údery)                 | Night of the Gladiators               | 5. prosinec 2005  | 1    | N/A  | Praha, Česko             |                                   |
| Prohra   | 3–3–1   | Lars Rooch            | KO (úder)                   | FFC: Feel The Spirit                  | 23. říjen 2005    | 2    | 2:35 | Lipsko, Německo          |                                   |
| Prohra   | 3–2–1   | Mamed Khalidov        | KO (údery)                  | MMA Sport 3                           | 15. říjen 2005    | 1    | N/A  | Varšava, Polsko          |                                   |
| Prohra   | 3–1–1   | Lukasz Chlewicki      | Na body                     | MMA Sport 3                           | 15. říjen 2005    | 2    | 5:00 | Varšava, Polsko          |                                   |
| Výhra    | 3–0–1   | Stanislav Chovanec    | TKO                         | NOTG: Best of the Best                | 15. září 2005     | 1    | 3:45 | Praha, Česko             |                                   |
| Výhra    | 2–0–1   | Lars Rooch            | KO (kop)                    | FFC - Are You Ready                   | 11. září 2005     | 1    | 0:12 | Köthen, Německo          |                                   |
| Výhra    | 1–0–1   | Markus Wagner         | Donucení (armbar)           | FFC - Are You Ready                   | 11. září 2005     | 1    | 1:23 | Köthen, Německo          |                                   |
| Remíza   | 0–0–1   | Martin Pagáč          | Nerozhodně                  | Fight Explosion                       | 14. duben 2005    | 3    | 5:00 | Žilina, Slovensko        |                                   |